# Xeranobium rufescens
Xeranobium rufescens är en skalbaggsart som beskrevs av White 1971. Xeranobium rufescens ingår i släktet Xeranobium och familjen trägnagare. Inga underarter finns listade i Catalogue of Life.